# Virgen de Consolación

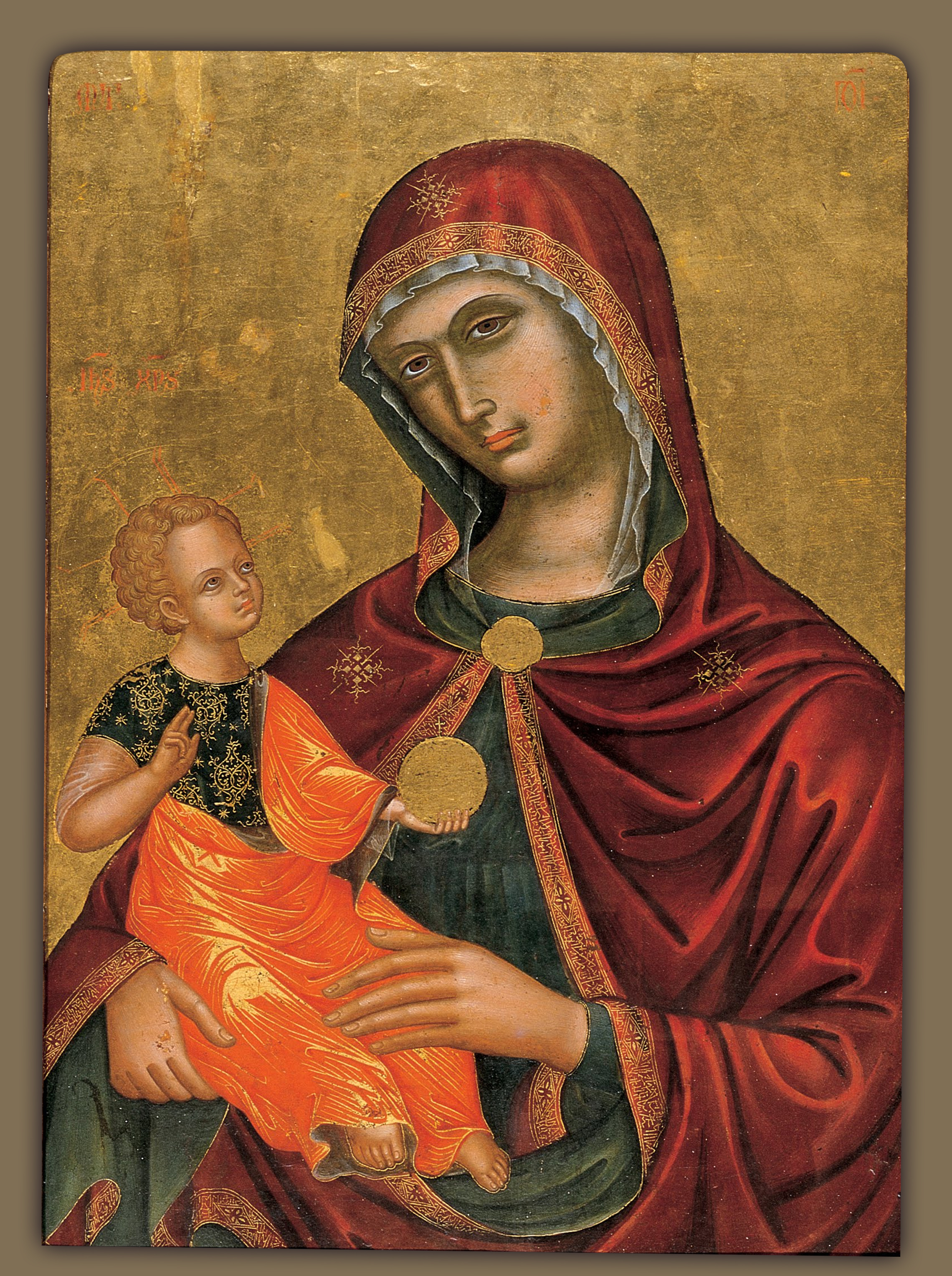
Madre de la Consolación en un icono cretense anónimo de finales del.

Nuestra Señora de Consolación o la Virgen de Consolación es una advocación mariana venerada por los católicos, cuya fecha de celebración es el 20 de Junio
Se llama Virgen de Consolación a la imagen que representa a la madre de Dios en la tradición cristiana, y que alude a ésta como defensora del Apocalipsis como libro fundamental para el consuelo de los cristianos.
En Venezuela Nuestra Señora de Consolación o Virgen de Consolación de Táriba en el Estado Táchira es una advocación mariana venerada por los Católicos, cuya fecha de celebración es el 15 de agosto.

## Orígenes
Proviene del latín: Mater Consolationis, "Madre de la Consolación", o también Consolatrix afflictorum, "Consoladora de los afligidos", siendo uno de los títulos bajo los que se invoca a María, madre de Jesús, especialmente en el ámbito católico, pero también en el ortodoxo.
Esta invocación, expresión de la espiritualidad propia de la piedad medieval, ya está presente en la versión más antigua de las Letanías lauretanas, publicadas en 1572 y aprobadas por el papa Sixto V en 1587.
El origen de este título, con variaciones, según un misal de 2017 de la Conferencia Episcopal Italiana: Jesús es el consuelo del mundo y María es su madre; la Virgen fue testigo y participó de la pasión de su Hijo, sufrió grandes sufrimientos por él pero fue consolada por el Padre con la esperanza de la resurrección y, consolada, puede consolar a los que se encuentran en cualquier tipo de aflicción. Junto a los Apóstoles en el Cenáculo, María imploró y esperó el Espíritu consolador; después de su Asunción al cielo, ayuda y consuela a los fieles que la invocan con amor materno.
En las Iglesias orientales el título está representado en el icono de la Consolación, procedente del monasterio de Vatopedi, en el monte Athos. La tradición remonta el origen del culto al rescate milagroso de un naufragio del hijo de Teodosio I, Arcadio, atribuido a la intervención de la Virgen: en el lugar del rescate de Arcadio, en la playa de Vatopedi, el patriarca Nettario erigió una santuario y colocó allí el icono, de cuyo modelo se pintaron copias que fueron enviadas a Rusia.

## Patronazgos
- Miajadas (Cáceres), España
- Altea, España
- Alcolea del Río, España
- Molina de Segura, España
- Santa Cruz de Tenerife, España
- Turín, Italia
- Utrera, España
- Azuaga (Badajoz), España
- Carrión de los Céspedes, España
- Castellar (Jaén), España
- Cabezas Rubias, España
- Herrera del Duque, España
- Iniesta (Cuenca), España
- Ohanes (Almería), España
- Monterrubio de la Serena (Badajoz), España
- Sumampa Provincia de Santiago del Estero, Argentina